# Korgon-Tasch
Korgon-Tasch (kirgisisch Коргон-Таш) ist ein Dorf in Kirgisistan mit – Stand 2021 – 87 Einwohnern.

## Geographie
Das Dorf liegt im Rajon Batken des Oblus Batken. Es ist der Landgemeinde Daryja untergeordnet. Es liegt 70 Kilometer von Batken entfernt.

## Bevölkerung
| Jahr | Einwohner |
| ---- | --------- |
| 2002 | 74        |
| 2009 | 79        |
| 2021 | 87        |